# Egentliga marsvin
Egentliga marsvin (Cavia) är ett släkte med fem eller sex recenta arter som tillhör familjen marsvin. Hit hör även sällskapsdjuret tammarsvin. De vilda marsvinen har samma beteende som tama marsvin, men till utseendet skiljer de sig något.

## Arter och utvalda underarter
Enligt Wilson & Reeder (2005) och IUCN utgörs släktet av fem vildlevande arter. Den taxonomiska positionen av det domesticerade marsvinet är omstridd. Wilson & Reeder listar det som god art.
- Cavia aperea - lever i södra Surinam, sydostliga Brasilien, Paraguay, Uruguay och norra Argentina.
  - Cavia aperea guianae - lever i sydostliga Venezuela, Guyana och delar av det norra Brasilien.
  - Cavia aperea nana - förekommer i västra Bolivia, listas ibland som synonym till Cavia aperea.
- Cavia fulgida - förekommer i sydostliga Brasilien.
- Cavia intermedia - är endemisk på ön Moleques do Sul öster om Brasilien.
- Cavia magna - lever i södra Brasilien och Uruguay.
- Cavia patzelti - hittas i centrala Ecuador.
- Domesticerad marsvin (Cavia porcellus) - förekom som husdjur från det nordvästliga Venezuela och till det centrala Chile redan 5000 f.Kr.[3] och idag över hela världen.
- Tschudimarsvin (Cavia tschudii) - lever i Peru, södra Bolivia, norra Chile och nordvästra Argentina.

En population blev beskriven som Cavia anolaimae. Den förekommer uteslutande i området kring Bogotá i Colombia. Populationen betraktas idag som synonym till det tama marsvinet.

## Utseende
De vilda marsvinen har smalare kropp och något längre ben än marsvinet (Cavia porcellus) Översidan är mörk kanelgrå, rödgul eller grå. Hos tschudimarsvinet kan täckhåret vara mörkare så att det nästan ser svart ut. Det vilda marsvinet har vitaktig eller rödgul buk och en ljusare fläck på strupen. Arten Cavia aperea är brungrå till färgen. Marsvin i detta släkte har kompakt kropp, korta ben och små hårlösa öron. De har tre tår på baktassarna och fyra på framtassarna med vassa klor. Tänderna är vita. De har skarp syn. Hörseln är mycket välutvecklad och de kan höra ljud som ligger högt över människans hörsel. Det finns ett välutvecklat eget kommunikationssätt.
Hos honor förekommer två spenar vid ljumsken.

## Utbredning
Vilda arter i släktet lever främst på grässlätter och savanner i Sydamerika. De uppträder i olika biotoper så som gräsområden, skogskanter, sumpmarker och bergsområden. De återfinns på höjder upp till 4 200 m. De bor i hålor som de själva har grävt eller befintliga hålor. För Cavia aperea finns de i det ostliga Argentina, dessa söker skydd i busksnår och buskar.
Arterna saknas i några delar av Amazonområdet och i Sydamerikas sydligaste delar.

## Ekologi
Släktet är mycket revirhävdande och följer fasta stigar från sina bostäder till sina matplatser. De lever normalt tillsammans i små grupper på 5 till 10 djur. Om fodertillgången är mycket god, kan det vara många fler djur i en koloni.
Marsvinen i släktet Cavia anses vara de som är mest aggressiva mot sina ungdjur, vilket får ungdjuren att sprida sig tidigt. De får i medeltal 4 ungar per kull (ibland upp till 13), och de lever 3 till 4 år och i fångenskap upp till 8 år.
Cavia föder ungar året om. Dräktighetstiden är 56 till 74 dagar. Genomsnittskull är 1 till 4 ungar och väger från 60 g. (C. porcellus) upp till 100 g. (C. aperea). De nyfödda ungarna är helt färdigutvecklade redan vid födseln och kan även äta själva. Efter 5 dagar kan de även klara sig utan att dia men diar normalt i 3 veckor. Ungarna är könsmogna vid 3 månader för honor och 2 månader för hanar. Den tidigaste dräktigheten är registrerad på ett 21 dagar gammalt marsvin.
De lever av örter, rötter och gräs.